# Грейт-Баррінгтон (переписна місцевість, Массачусетс)
Грейт-Баррінгтон (англ. Great Barrington) — переписна місцевість (CDP) в США, в окрузі Беркшир штату Массачусетс. Населення — 2234 особи (2020).

## Географія
Грейт-Баррінгтон розташований за координатами 42°11′38″ пн. ш. 73°21′41″ зх. д. / 42.19389° пн. ш. 73.36139° зх. д. (42.193970, -73.361473).  За даними Бюро перепису населення США в 2010 році переписна місцевість мала площу 3,65 км², з яких 3,53 км² — суходіл та 0,12 км² — водойми.

## Демографія
Згідно з переписом 2010 року, у переписній місцевості мешкала 2231 особа в 1087 домогосподарствах у складі 511 родини. Густота населення становила 611 осіб/км².  Було 1240 помешкань (340/км²).
Расовий склад населення:
| - 89,6 % — білих - 2,6 % — чорних або афроамериканців - 2,0 % — азіатів - 0,5 % — корінних американців - 2,8 % — осіб інших рас |

До двох чи більше рас належало 2,5 %. Частка іспаномовних становила 7,7 % від усіх жителів.
За віковим діапазоном населення розподілялося таким чином: 17,0 % — особи молодші 18 років, 65,9 % — особи у віці 18—64 років, 17,1 % — особи у віці 65 років та старші. Медіана віку мешканця становила 45,6 року. На 100 осіб жіночої статі у переписній місцевості припадало 88,0 чоловіків;  на 100 жінок у віці від 18 років та старших — 89,5 чоловіків також старших 18 років.
Середній дохід на одне домашнє господарство  становив 61 353 долари США (медіана — 48 378), а середній дохід на одну сім'ю — 92 225 доларів (медіана — 67 262). Медіана доходів становила 35 705 доларів для чоловіків та 31 714 долари для жінок. За межею бідності перебувало 12,2 % осіб, у тому числі 22,6 % дітей у віці до 18 років та 4,2 % осіб у віці 65 років та старших.
Цивільне працевлаштоване населення становило 1342 особи. Основні галузі зайнятості: мистецтво, розваги та відпочинок — 38,5 %, освіта, охорона здоров'я та соціальна допомога — 24,3 %, науковці, спеціалісти, менеджери — 8,0 %, роздрібна торгівля — 4,5 %.